# Белорусский рубль
Белору́сский рубль (бел. Беларускі рубель) — законное платёжное средство Беларуси. Буквенный код ISO 4217 — BYN, цифровой — 933, официальный символ — Br.
В обращении находятся банкноты номиналом 5, 10, 20, 50, 100, 200 и 500 рублей, а также монеты номиналом 1, 2, 5, 10, 20 и 50 копеек, 1 и 2 рубля.

## Название
Название «рубль» было принято после отказа Беларуси от советского рубля в начале 1990-х годов. Тогда ряд общественных деятелей предлагал «талер» как название для национальной валюты, и вопрос был рассмотрен на Президиуме Верховного Совета, однако из всех присутствующих за талер высказался только Н. Гилевич.

## История

### Ситуация после распада СССР

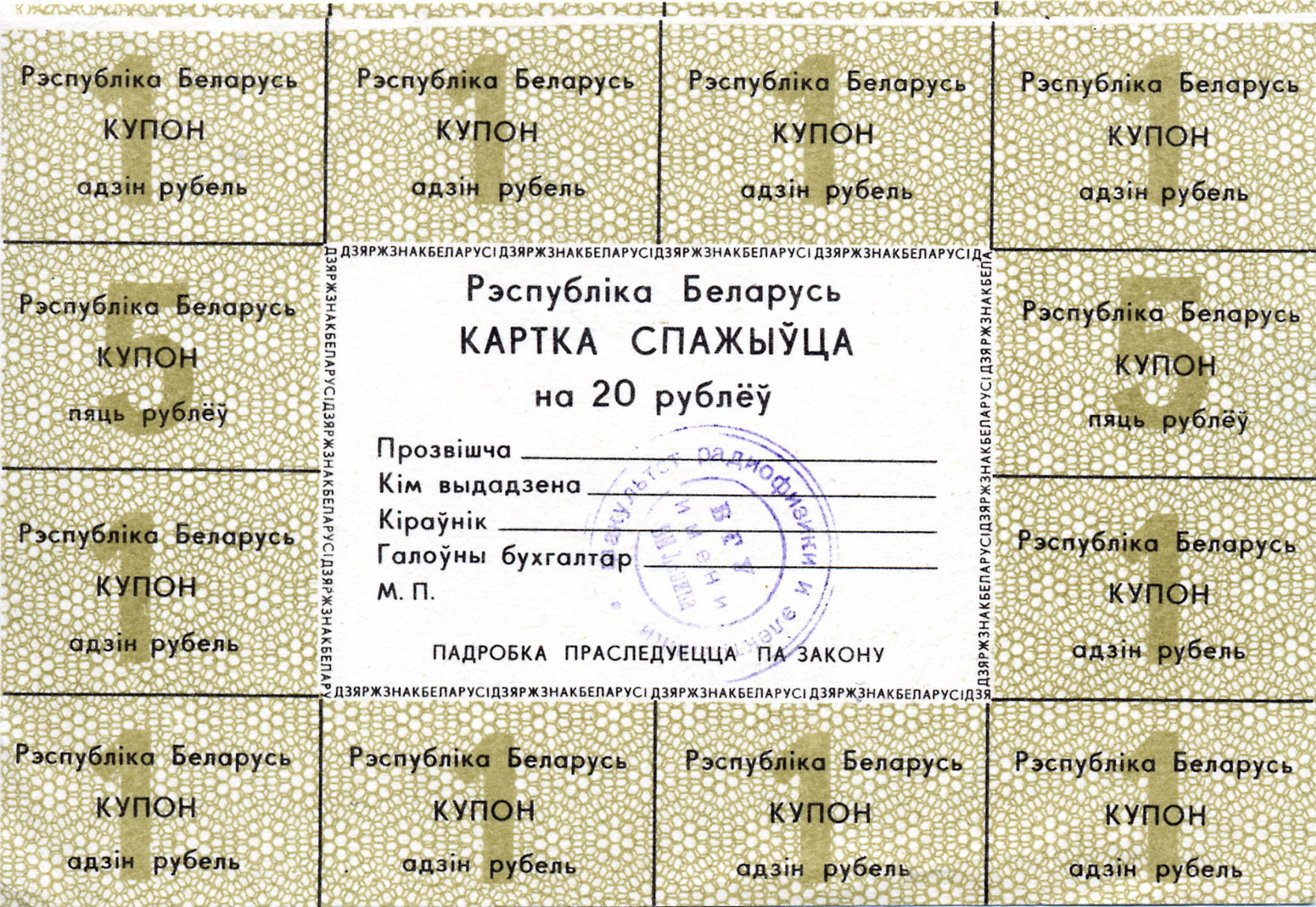
Карточка потребителя на 20 белорусских купонов, 1992 год

В начале 1992 года, во время распада общесоветской денежной системы, в Беларуси была введена купонная система, затем — расчётные билеты Национального банка. Официальный обменный курс составлял 1 расчётный билет за 10 советских рублей.
С 1 июля 1992 года начали проводиться операции в безналичных белорусских рублях. В конце июля 1993 года начался вывод из оборота советских рублей. Белорусский рубль стал единым законным средством платежей на территории страны. И несмотря на то, что в сентябре того же года Казахстан, Армения, Россия, Узбекистан и Таджикистан подписали новое соглашение о создании рублёвой зоны нового типа, данная идея не получила развития, и белорусский рубль так и остался национальной валютой.

### Деноминации
Первоначально в 1992—1994 годах белорусский рубль был введён в соотношении 1 белорусский рубль (1992 года выпуска) за 10 советских рублей. До 20 августа 1994 года для банкнот белорусских рублей первой серии по этой причине был установлен повышающий коэффициент покупательной способности 10:1 (1 белорусский рубль равен 10 советским/российским).
20 августа 1994 года была проведена деноминация цен (которые до этого продолжали выражаться в номинальных советских рублях), отменено завышение покупательной способности в рублях.
1 января 2000 года в Беларуси была проведена деноминация белорусского рубля в 1000 раз, призванная, в том числе, стабилизировать национальную валюту. Рубль, введённый в 2000 году, не имел разменных денежных единиц.
1 июля 2016 года проведена деноминация белорусской валюты в 10 000 раз, при этом введена и разменная денежная единица — копейка (в 1992—1994 годах существовала банкнота в 50 копеек, после чего деньги, номинированные в копейках, из-за низкого курса валюты не выпускались).

### Экономический обзор за 2000—2015 годы
Приоритетом политики Нацбанка стало поддержание курса рубля — таковы были требования российской стороны. Была разрешена продажа долларов США в обменных пунктах. Был открыт доступ банков-нерезидентов на внутренний валютный рынок и сняты ограничения по использованию белорусского рубля во внешнеэкономических операциях. Политика Национального банка и благоприятные внешние факторы привели к стабилизации курса белорусского рубля. На фоне позитивных изменений в экономике и налоговой сфере (снижение НДС с 20 % до 18 %, налога с оборота с 4,5 % до 4,15 % и т. д.) с начала 2004 года и до конца 2008 года курс белорусского рубля по отношению к доллару США и российскому рублю оставался фактически неизменным. В течение 2005 года наблюдался постоянный рост банковских депозитов в национальной валюте. Темпы инфляции некоторое время постоянно снижались, так, в 2002 году она составила 34,8 %, в 2003 — 25,4 %, в 2004 — 14,4 %, в 2005 — 8 %, в 2006 — 6,6 %. Официальный курс валюты полностью сравнялся с теневым, как следствие, теневой валютный рынок практически исчез.
16 марта 2006 года французский банк BNP Paribas начал котировать белорусский рубль по отношению к американскому доллару на межбанковском рынке. Банк выставил двустороннюю котировку — он продаёт и покупает белорусскую валюту по отношению к доллару США. Заместитель председателя правления Нацбанка Василий Матюшевский назвал данный факт достаточно знаковым событием:
Это говорит о том, что ведущие мировые финансовые институты с интересом наблюдают за стабилизацией нашей кредитной политики в целом, и в том числе белорусского рубля. Появляется интерес к белорусскому рублю как объекту инвестирования.
По словам председателя правления Нацбанка республики Петра Прокоповича, белорусский рубль должен был стать полностью конвертируемым в 2010 году.
Инфляция в январе — апреле 2010 года — 3,1 % (6,5 % — за аналогичный период 2009 года).
Со 2 января 2009 года Нацбанк перешёл к механизму привязки курса белорусского рубля к корзине иностранных валют, одновременно девальвировав его на 20,5 % по отношению к доллару США.
Объём чистой покупки иностранной валюты субъектами хозяйствования — резидентами в январе — марте 2010 года составил 1497,1 млн долларов США (значительно выше, чем за аналогичный период 2009 года — 955,4 млн долларов США).
Вследствие финансового кризиса 2011 года макроэкономические показатели значительно ухудшились: инфляция достигла 108,7 %, ставка рефинансирования была повышена с 10 % до 45 %. Начиная с осени курс рубля начал определяться по итогам торгов на Белорусской валютно-фондовой бирже. Курс белорусского рубля снизился по отношению к доллару США с 3000 рублей 31 декабря 2010 года до 11 900 рублей 31 декабря 2014 года (с учётом комиссии в 20 % на покупку валюты населением — более 14 000 рублей).
По итогам 2016 года инфляция в Беларуси составила 10,6 %.

#### Вопрос валютной интеграции с Россией
С начала своего правления президент Александр Лукашенко начал активно действовать в направлении интеграции с Россией. С самого начала шла речь и о введении единой белорусско-российской валюты. Статья 13 подписанного в 1999 году «Договора о создании Союзного государства» предусматривала введение единой денежной единицы. 30 ноября 2000 года в Минске было подписано Межгосударственное соглашение между Беларусью и Россией о введении единой денежной единицы и формировании единого эмиссионного центра Союзного государства. Оно предусматривало, что роль единой денежной единицы с 1 января 2005 года должен был выполнять российский рубль, а с 1 января 2008 года должна быть введена единая денежная единица Союзного государства. Вокруг размещения и контроля за этим центром разгорелась долгая дискуссия — должна ли это быть Москва, Минск или какой-либо третий город.
В сентябре 2005 года после проведения заседания Совмина Союзного государства премьер-министр России Михаил Фрадков заявил журналистам, что Россия и Беларусь не готовы к введению единой валюты с 2006 года и не готовы назвать новые сроки до тех пор, пока не будут созданы экономические условия для этого решения, в частности, имеется в виду решение вопросов по эмиссионному центру и по выравниванию экономических условий в наших странах. Фрадков отметил:
С повестки дня эта тема не снимается, вопрос актуальный, более того, возникает понимание комплексности и необходимости решений, предопределяющих условия для того, чтобы единая валюта заработала в интересах и России, и Беларуси, и Союзного государства в целом.
На сегодняшний день российский рубль так и не введён в Беларуси в качестве единой валюты. Эксперты расходятся в оценках относительно того, будет ли это сделано в дальнейшем и когда именно.

#### Золотовалютные резервы
По методологии МВФ, международные резервные активы Беларуси за 2004 год увеличились на 54,4 % и составили на 1 января 2005 года 770,2 млн долларов США. В 2004 году золотовалютные резервы в национальном определении выросли на 17,1 % до 1047 млн долларов США. По состоянию на 1 января 2006 года объём международных резервных активов Беларуси в определении специального стандарта распространения данных МВФ составлял 1296,5 млн долларов США. Валовые активы Нацбанка в иностранной валюте, драгоценных металлах и камнях составляли 1629,6 млн долларов США, увеличившись за год на $449,7 млн. Золотой запас страны составлял 25,02 т (в валютном эквиваленте — 412,7 млн долларов США). Международные резервные активы Беларуси, рассчитанные по методике МВФ, по состоянию на декабрь 2007 составили 4182,2 млн долларов США, увеличившись с начала года на 202,4 %. Международные резервные активы Беларуси в национальном определении составили 4997,6 млн долларов США, увеличившись с начала года на 185 %. По состоянию на 1 марта 2008 года международные резервные активы Беларуси, рассчитанные по методике МВФ, составили 4352,9 млн долларов США, увеличившись с начала года на 4,1 %. Международные резервные активы в национальном определении увеличились за этот же период на 9,1 %, до 5446,6 млн долларов США. На 1 января 2015 года международные резервные активы составили 5059 млн долларов США. По итогам декабря 2015 года золотовалютные резервы Беларуси сократились на 408,2 млн долларов США и на 1 января 2016 года составили 4175,8 млн долларов США. Золотовалютные резервы по итогам декабря 2016 года увеличились на 88,9 млн долларов США и на 1 января 2017 года составили 4927,2 млн долларов США.
Международные резервные активы Беларуси, рассчитанные по методологии МВФ на 1 января каждого года (млн долларов США):
20 октября 2011 года председатель правления Нацбанка Надежда Ермакова сообщила, что 74 % золотовалютных резервов Нацбанка (3,5 из 4,7 млрд долларов США) — это долг перед банками по сделкам своп. Таким образом, реальные золотовалютные резервы составляют лишь 1,2 млрд долларов США.
По данным на 1 января 2013 года, золотой запас Национального банка за 2012 год вырос на 1,6 т и составил 33,3 т. На 1 января 2017 года золотой запас составил 39,1 т.(+85 %). На 1 января 2022 года золотой запас Беларуси составлял 44,4 т. (+88 %).
По данным Национального банка на 1 января 2018 года, золотой запас увеличился, по сравнению с аналогичной датой предыдущего года, на 1,1 т, что составляет 40,2 т.
В 2021 году золотовалютные резервы страны менялись следующим образом: в январе — падение на 265 млн долларов США (-3,5 %); в феврале — сокращение на 88,9 млн долларов США (-1,2 %); в марте — уменьшение на 174,5 млн долларов США (-2,5 %); в апреле — увеличение на 337,9 млн долларов США (+4,9 %); в мае — рост на 485,2 млн долларов США (+6,7 %); в июне — снижение на 353,7 млн долларов США (-4,6 %); в июле — увеличение на 33 млн долларов США (+0,4 %); в августе — рост на 1,05 млрд долларов США (+14 %).
По итогам 2021 года золотовалютные резервы Беларуси не должны опуститься ниже 6 млрд долларов США.
Согласно Основным направлениям денежно-кредитной политики на 2022 год, объём международных резервных активов на 1 января 2023 года должен составить не менее 7 млрд долларов США.

#### Ставка рефинансирования
По мере снижения инфляции в 1990-х и первой половине 2000-х годов Национальный банк постепенно снижал и ставку рефинансирования, чтобы стимулировать рост экономики. К примеру, на начало 2004 года она составляла 28 %, на начало 2005 — 17 %, на начало 2006 — 11 %, на начало 2007 — 10 %. В связи с ажиотажным спросом на валюту, наблюдавшимся в начале 2007 года в условиях резкого повышения цены на закупаемый Беларусью природный газ, было принято решение повысить ставку рефинансирования с 10 % до 11 %, однако после стабилизации ситуации она была в несколько этапов снижена до 10 % (1 октября 2007 года). 1 июля 2008 года ставка рефинансирования была вновь повышена до 10,25 %. 12 ноября ставка повышена до 11 % годовых. В 2011 году вследствие финансового кризиса ставка рефинансирования была резко повышена в несколько этапов до 45 %. Затем Национальный банк начал снижать ставку рефинансирования, но 9 января 2015 года из-за очередного обострения ситуации на финансовом рынке поднял её до 25 %. В 2016 году Нацбанк начал постепенно снижать ставку рефинансирования, и 1 июля 2020 года она достигла 7,75 %. С 21 июля 2021 года ставка рефинансирования составляет 9,25 %. С 1 марта 2022 года ставка рефинансирования составляет 12 %. В 2023 году ставка снижается до пандемийного уровня 2019 года.

#### Девальвация 2009 года
2 января 2009 года Нацбанком курс белорусского рубля был единовременно снижен (девальвирован) на 20 %.
Курсы изменились таким образом (в скобках для сравнения — на 1 января):
- 1 доллар США — 2650 (2200);
- 1 евро — 3703 (3077,14);
- 1 российский рубль — 90,16 (76,89);
- 1 украинская гривна — 329,19 (273,29).

#### Девальвация 2011 года
24 мая 2011 года Национальным банком курс белорусского рубля был повторно девальвирован примерно на 56 %.
Курсы изменились следующим образом (в скобках для сравнения — на 23 мая):
- 1 доллар США — 4930 (3155);
- 1 евро — 6914,82 (4516);
- 1 российский рубль — 173,95 (113,02);
- 1 украинская гривна — 616,67 (394,97).

##### Падение курса 20 октября 2011 года
В соответствии с планом мероприятий Правительства и Национального банка по выходу на единый равновесный курс белорусского рубля, 20 октября 2011 года курс национальной валюты упал на 52 %, что фактически означает повторную девальвацию за период с 24 мая 2011 года.
Курс валют с 21 октября (в скобках для сравнения — на 20 октября):
- 1 доллар США — 8680 (5712);
- 1 евро — 11 900 (7892,84);
- 1 российский рубль — 277 (184,70);
- 1 украинская гривна — 1084,93 (713,91).

Таким образом, белорусский рубль с начала 2011 года обесценился по отношению к основным валютам почти в 3 раза.

#### Декабрь 2014 года
В течение 2012—2014 годов белорусский рубль ослаблялся по отношению к доллару не более чем на 10 рублей в день. В декабре 2014 года вслед за быстрым падением российского рубля в обменных пунктах стал расти курс доллара и евро к белорусскому рублю, в то время как курс, устанавливаемый Национальным банком, практически не рос. К 19 декабря минимальный курс продажи доллара населению в Минске вырос до 11 500 рублей, максимальный — до 11 990, при официальном курсе в 10 890 рублей. В Гомеле курс продажи доллара в обменных пунктах вырос до 13 000 рублей.
Вопреки заверениям Александра Лукашенко и Петра Прокоповича о невозможности новой девальвации, днём 19 декабря Национальный банк ввёл временную комиссию в 30 % на продажу валюты населению.
29 декабря Национальный банк снизил комиссию до 20 %, одновременно девальвировав рубль на 7 %.
За 2014 год общая девальвация составила 24,7 %.

#### Январь 2015 года
5 января снова была проведена девальвация на 7,1 %. Одновременно комиссия снижена до 10 %.
Курс валют с 6 января (в скобках для сравнения — на 5 января):
- 1 доллар США — 12 740 (11 900);
- 1 евро — 15 230 (14 460);
- 1 российский рубль — 218 (207).

8 января проведена очередная девальвация на 7,5 %. Комиссия за покупку валюты отменена.
Курс валют с 9 января (в скобках для сравнения — на 8 января):
- 1 доллар США — 13 760 (12 800);
- 1 евро — 16 240 (15 300);
- 1 российский рубль — 221 (209,5).

9 января белорусский рубль девальвирован на 2,18 %. Нацбанк возобновил использование механизма привязки курса рубля к корзине иностранных валют. В структуре корзины доля российского рубля увеличена до 40 %, а доли евро и доллара США снижены до 30 % каждая.
12 января белорусский рубль девальвирован на 1,78 %, 14 января — на 4,745 %, за месяц — на 29,4 %.

#### Ноябрь 2015 года
4 ноября 2015 года было объявлено о проведении очередной деноминации белорусского рубля. С 1 июля 2016 года начался обмен банкнот образца 2000 года на банкноты и монеты образца 2009 года в соотношении 10 000:1. Всего в обращение было выпущено 7 видов банкнот (5, 10, 20, 50, 100, 200 и 500 рублей), а также 8 видов монет (1, 2, 5, 10, 20, 50 копеек и 1 и 2 рубля).

## Монеты

### Монеты образца 2009 года
С 1 июля 2016 года, впервые за всю историю белорусского рубля, в связи с деноминацией в обращение были введены монеты. Раньше Беларусь была одной из немногих стран в мире, где выпускались только памятные монеты, фактически не использовавшиеся в обращении.
Монеты были отчеканены на Литовском монетном дворе и Монетном дворе Кремницы. На аверсе всех монет изображён герб и название государства, а также год чеканки. На реверсе — номинал монеты и различные орнаментальные символы. Внешний вид схож с монетами евро. С 2019 года чеканка белорусских монет производится на Московском монетном дворе.
| Монеты в обращении                     | Монеты в обращении | Монеты в обращении | Монеты в обращении | Монеты в обращении                                                        | Монеты в обращении | Монеты в обращении | Монеты в обращении | Монеты в обращении                         |
| Изображение                            | Изображение        | Изображение        | Номинал            | Материал                                                                  | Диаметр (мм)       | Толщина (мм)       | Масса (г)          | Гурт                                       |
| Аверс                                  | Реверс             | Гурт               | Номинал            | Материал                                                                  | Диаметр (мм)       | Толщина (мм)       | Масса (г)          | Гурт                                       |
| -------------------------------------- | ------------------ | ------------------ | ------------------ | ------------------------------------------------------------------------- | ------------------ | ------------------ | ------------------ | ------------------------------------------ |
|                                        |                    |                    | 1 копейка          | сталь, плак. медью                                                        | 15                 | 1,25               | 1,55               | гладкий                                    |
|                                        |                    |                    | 2 копейки          | сталь, плак. медью                                                        | 17,5               | 1,25               | 2,1                | гладкий                                    |
|                                        |                    |                    | 5 копеек           | сталь, плак. медью                                                        | 19,8               | 1,25               | 2,7                | гладкий                                    |
|                                        |                    |                    | 10 копеек          | сталь, плак. латунью                                                      | 17,7               | 1,8                | 2,8                | прерывисто- рубчатый                       |
|                                        |                    |                    | 20 копеек          | сталь, плак. латунью                                                      | 20,35              | 1,85               | 3,7                | прерывисто- рубчатый                       |
|                                        |                    |                    | 50 копеек          | сталь, плак. латунью                                                      | 22,25              | 1,55               | 3,95               | прерывисто- рубчатый                       |
|                                        |                    |                    | 1 рубль            | сталь, плак. медно-никелевым сплавом                                      | 21,25              | 2,3                | 5,6                | рубчатый                                   |
|                                        |                    |                    | 2 рубля            | кольцо: сталь, плак. латунью, центр: сталь, плак. медно-никелевым сплавом | 23,5               | 2,0                | 5,81               | гладкий с надписью «БЕЛАРУСЬ» и орнаментом |
| Масштаб изображений — 3 пикселя на мм. |                    |                    |                    |                                                                           |                    |                    |                    |                                            |

### Памятные монеты
Выпуск памятных монет начат 27 декабря 1996 года. Памятные монеты из драгоценных и недрагоценных металлов чеканятся, в связи с отсутствием собственного монетного двора, за границей (в Германии, Литве, Польше, России и др. странах).
По условиям деноминации 2016 года выпущенные ранее памятные монеты не подлежат обмену и подлежат приёму во все виды платежей по нарицательной стоимости.

## Банкноты

### Банкноты образца 1992—1999 годов
Так как на банкноте в 1 рубль образца 1992 года был изображён заяц, то и новая белорусская денежная единица в целом получила в народе название «зайчик». Само изображение зайца-русака было взято из книги «Звери и птицы нашей страны», выпущенной в 1957 году.
Набор номиналов имел интересную особенность: отсутствовала банкнота в 10 000 рублей (после банкноты в 5000 рублей сразу следовала банкнота в 20 000 рублей).
| Серии 1992—1999 годов                  | Серии 1992—1999 годов | Серии 1992—1999 годов | Серии 1992—1999 годов | Серии 1992—1999 годов | Серии 1992—1999 годов                                                       | Серии 1992—1999 годов                                            | Серии 1992—1999 годов | Серии 1992—1999 годов | Серии 1992—1999 годов |
| Изображение                            | Изображение           | Номинал               | Размеры (мм)          | Основные цвета        | Описание                                                                    | Описание                                                         | Даты                  | Даты                  | Даты                  |
| Лицевая сторона                        | Оборотная сторона     | Номинал               | Размеры (мм)          | Основные цвета        | Лицевая сторона                                                             | Оборотная сторона                                                | введения              | печати                | изъятия               |
| -------------------------------------- | --------------------- | --------------------- | --------------------- | --------------------- | --------------------------------------------------------------------------- | ---------------------------------------------------------------- | --------------------- | --------------------- | --------------------- |
|                                        |                       | 50 копеек             | 105×53                | розовый красный       | изображение белки                                                           | изображение герба «Погоня»                                       | 25 мая 1992           | 1992                  | 1 января 2001         |
|                                        |                       | 1 рубль               | 105×53                | сине-зелёный голубой  | изображение бегущего зайца                                                  | изображение герба «Погоня»                                       | 25 мая 1992           | 1992                  | 1 января 2001         |
|                                        |                       | 3 рубля               | 105×53                | зелёный оранжевый     | изображение бобров                                                          | изображение герба «Погоня»                                       | 25 мая 1992           | 1992                  | 1 января 2001         |
|                                        |                       | 5 рублей              | 105×53                | синий розовый         | изображение волков                                                          | изображение герба «Погоня»                                       | 25 мая 1992           | 1992                  | 1 января 2001         |
|                                        |                       | 10 рублей             | 105×53                | зелёный оранжевый     | изображение рыси с рысёнком                                                 | изображение герба «Погоня»                                       | 25 мая 1992           | 1992                  | 1 января 2001         |
|                                        |                       | 25 рублей             | 105×53                | красный коричневый    | изображение лося                                                            | изображение герба «Погоня»                                       | 25 мая 1992           | 1992                  | 1 января 2001         |
|                                        |                       | 50 рублей             | 105×53                | фиолетовый розовый    | изображение медведя-барибала                                                | изображение герба «Погоня»                                       | 25 мая 1992           | 1992                  | 1 января 2001         |
|                                        |                       | 100 рублей            | 105×53                | коричневый бурый      | изображение зубра                                                           | изображение герба «Погоня»                                       | 25 мая 1992           | 1992                  | 1 января 2001         |
|                                        |                       | 200 рублей            | 105×53                | голубой коричневый    | Привокзальная площадь в Минске                                              | изображение герба «Погоня»                                       | 8 декабря 1992        | 1992                  | 1 января 2001         |
|                                        |                       | 500 рублей            | 105×53                | фиолетовый            | Площадь Победы в Минске                                                     | изображение герба «Погоня»                                       | 8 декабря 1992        | 1992                  | 1 января 2001         |
|                                        |                       | 1000 рублей           | 105×53                | зелёный синий розовый | Национальная академия наук Беларуси                                         | изображение герба «Погоня»                                       | 3 ноября 1993         | 1992                  | 1 января 2001         |
|                                        |                       | 1000 рублей           | 110×60                | зелёный синий розовый | Национальная академия наук Беларуси                                         | большое изображение числа «1000»                                 | 16 сентября 1998      | 1998                  | 1 января 2001         |
|                                        |                       | 5000 рублей           | 105×60                | розовый сиреневый     | Троицкое предместье в Минске                                                | изображение герба «Погоня»                                       | 7 апреля 1994         | 1992                  | 1 января 2001         |
|                                        |                       | 5000 рублей           | 110×60                | розовый сиреневый     | Троицкое предместье в Минске                                                | большое изображение числа «5000»                                 | 16 сентября 1998      | 1998                  | 1 января 2001         |
|                                        |                       | 20 000 рублей         | 150×69                | оранжевый зелёный     | Национальный банк Республики Беларусь                                       | изображение герба «Погоня»                                       | 28 декабря 1994       | 1994                  | 1 января 2001         |
|                                        |                       | 50 000 рублей         | 150×69                | жёлтый коричневый     | Холмские ворота в Брестской крепости                                        | Мемориал «Брестская крепость»                                    | 15 сентября 1995      | 1995                  | 1 января 2001         |
|                                        |                       | 100 000 рублей        | 150×69                | серый                 | Национальный академический Большой театр оперы и балета Республики Беларусь | сцена из балета «Избранница» Е. Глебова                          | 17 октября 1996       | 1996                  | 1 января 2001         |
|                                        |                       | 500 000 рублей        | 150×69                | красный               | Республиканский дворец культуры профсоюзов в Минске                         | скульптуры, укрепленные на фронтоне здания                       | 1 декабря 1998        | 1998                  | 1 января 2001         |
|                                        |                       | 1 000 000 рублей      | 150×69                | голубой               | Национальный художественный музей Республики Беларусь                       | фрагмент картины И. Хруцкого «Портрет жены с цветами и фруктами» | 30 апреля 1999        | 1999                  | 1 января 2001         |
|                                        |                       | 5 000 000 рублей      | 150×69                | фиолетовый            | Дворец спорта в Минске                                                      | спортивный комплекс «Раубичи»                                    | 6 сентября 1999       | 1999                  | 1 января 2001         |
| Масштаб изображений — 1 пиксель на мм. |                       |                       |                       |                       |                                                                             |                                                                  |                       |                       |                       |

### Банкноты образца 2000 года
На оборотной стороне банкноты достоинством в 50 000 рублей образца 2000 года, а затем и образца 2000 года (модификации 2010 года) в микротексте вместо надписи «МІРСКІ ЗАМАК» написано «МИРСКІ ЗАМАК», что представляет собой орфографическую ошибку (в белорусском языке нет буквы «и», а есть, соответственно, буква «і»). Однако в Национальном банке этот факт прокомментировали, как одну из защит от фальшивомонетчиков, так называемую «графическую ловушку». Хотя на сайте Нацбанка в разделе, где разъясняется, как выглядит денежный знак, указан микротекст «МІРСКІ ЗАМАК». Также известно, что орфографическая ошибка не может являться графической ловушкой.
| Серия 2000 года                        | Серия 2000 года   | Серия 2000 года  | Серия 2000 года | Серия 2000 года   | Серия 2000 года                                                             | Серия 2000 года                                                         | Серия 2000 года | Серия 2000 года |
| Изображение                            | Изображение       | Номинал (рублей) | Размеры (мм)    | Основные цвета    | Описание                                                                    | Описание                                                                | Даты            | Даты            |
| Лицевая сторона                        | Оборотная сторона | Номинал (рублей) | Размеры (мм)    | Основные цвета    | Лицевая сторона                                                             | Оборотная сторона                                                       | введения        | изъятия         |
| -------------------------------------- | ----------------- | ---------------- | --------------- | ----------------- | --------------------------------------------------------------------------- | ----------------------------------------------------------------------- | --------------- | --------------- |
|                                        |                   | 1                | 110×60          | зелёный           | Национальная академия наук Беларуси                                         | большое изображение числа «1»                                           | 1 января 2000   | 1 апреля 2003   |
|                                        |                   | 5                | 110×60          | розовый           | Троицкое предместье в Минске                                                | большое изображение числа «5»                                           | 1 января 2000   | 1 декабря 2004  |
|                                        |                   | 10               | 110×60          | фиолетовый        | старое здание Национальной библиотеки Республики Беларусь                   | большое изображение числа «10»                                          | 1 января 2000   | 1 марта 2013    |
|                                        |                   | 20               | 150×69          | светло-коричневый | Национальный банк Республики Беларусь                                       | Национальный банк Республики Беларусь                                   | 1 января 2000   | 1 марта 2013    |
|                                        |                   | 50               | 150×69          | красный           | Холмские ворота в Брестской крепости                                        | Мемориал «Брестская крепость»                                           | 1 января 2000   | 1 июля 2015     |
|                                        |                   | 100              | 150×69          | зелёный           | Национальный академический Большой театр оперы и балета Республики Беларусь | сцена из балета «Избранница» Е. Глебова                                 | 1 января 2000   | 1 января 2017   |
|                                        |                   | 500              | 150×74          | коричневый        | Республиканский дворец культуры профсоюзов в Минске                         | скульптуры, укреплённые на фронтоне здания                              | 1 января 2000   | 1 января 2017   |
|                                        |                   | 1000             | 150×74          | голубой           | Национальный художественный музей Республики Беларусь                       | фрагмент картины И. Хруцкого «Портрет жены с цветами и фруктами» (1838) | 1 января 2000   | 1 января 2017   |
|                                        |                   | 5000             | 150×74          | фиолетовый        | Дворец спорта в Минске                                                      | Спорткомплекс «Раубичи»                                                 | 1 января 2000   | 1 января 2017   |
|                                        |                   | 10 000           | 150×74          | розовый           | панорама Витебска                                                           | Летний амфитеатр в Витебске                                             | 16 апреля 2001  | 1 января 2017   |
|                                        |                   | 20 000           | 150×74          | оливковый         | Дворец Румянцевых — Паскевичей в Гомеле                                     | Гомельский дворец в XIX веке на картине А. Идзковского                  | 21 января 2002  | 1 января 2017   |
|                                        |                   | 50 000           | 150×74          | голубой           | Мирский замок (Гродненская область)                                         | коллаж из декоративных элементов замка                                  | 20 декабря 2002 | 1 января 2017   |
|                                        |                   | 100 000          | 150×74          | оранжевый         | Несвижский замок                                                            | картина Н. Орды «Несвижский замок»                                      | 15 июля 2005    | 1 января 2017   |
|                                        |                   | 200 000          | 150×74          | зелёный оранжевый | Могилёвский областной художественный музей имени П. В. Масленикова          | коллаж из декоративных элементов здания музея                           | 12 марта 2012   | 1 января 2017   |
| Масштаб изображений — 1 пиксель на мм. |                   |                  |                 |                   |                                                                             |                                                                         |                 |                 |

### Банкноты образца 2000 года (модификация 2010 года)
В 2010 году, после принятия новой орфографии, на 50-рублёвой и 50 000-рублёвой банкнотах образца 2000 года слово пяцьдзесят стало содержать орфографическую ошибку, правильно следует писать пяцьдзясят.
Для приведения надписей на этих банкнотах в соответствие с новыми правилами белорусской орфографии 29 декабря 2010 были введены в обращение банкноты Национального банка номиналом 50 и 50 000 рублей образца 2000 года модификации 2010 года. Изображение лицевой и оборотной сторон, цветовая гамма и размер новых модифицированных банкнот остались такими же, как и банкнот соответствующего номинала образца 2000 года.
Новые банкноты имеют следующие отличия: обозначение номинала, расположенное на лицевой и оборотной сторонах банкноты, напечатано по новым правилам белорусской орфографии — пяцьдзясят вместо пяцьдзесят. На банкноте номиналом 50 рублей отсутствует полимерная прозрачная нить с текстом «НБРБ». На банкноте номиналом 50 000 рублей полимерная прозрачная нить с текстом «НБРБ» была заменена ныряющей металлизированной защитной нитью. При рассмотрении банкноты на просвет защитная нить имеет вид сквозной тёмной полосы.
| Серия 2010 года                        | Серия 2010 года   | Серия 2010 года  | Серия 2010 года | Серия 2010 года | Серия 2010 года                      | Серия 2010 года                        | Серия 2010 года | Серия 2010 года |
| Изображение                            | Изображение       | Номинал (рублей) | Размеры (мм)    | Основные цвета  | Описание                             | Описание                               | Даты            | Даты            |
| Лицевая сторона                        | Оборотная сторона | Номинал (рублей) | Размеры (мм)    | Основные цвета  | Лицевая сторона                      | Оборотная сторона                      | введения        | изъятия         |
| -------------------------------------- | ----------------- | ---------------- | --------------- | --------------- | ------------------------------------ | -------------------------------------- | --------------- | --------------- |
|                                        |                   | 50               | 150×69          | красный         | Холмские ворота в Брестской крепости | Мемориал «Брестская крепость»          | 29 декабря 2010 | 1 июля 2015     |
|                                        |                   | 50 000           | 150×74          | голубой         | Мирский замок (Гродненская область)  | коллаж из декоративных элементов замка | 29 декабря 2010 | 1 января 2017   |
| Масштаб изображений — 1 пиксель на мм. |                   |                  |                 |                 |                                      |                                        |                 |                 |

### Банкноты образца 2000 года (модификация 2011 года)
С целью усиления защитных признаков и совершенствования визуальных элементов защиты на банкнотах Нацбанка номиналом 500, 1000, 10 000 и 20 000 рублей образца 2000 года 15 марта 2011 года вводятся в обращение банкноты Нацбанка номиналом 500, 1000, 10 000 и 20 000 рублей; 25 июля 2011 года — банкнота номиналом 5000 рублей; 5 сентября 2011 года — банкнота номиналом 100 рублей образца 2000 года (модификации 2011 года).
Изображение передней и оборотной сторон, цветовая гамма и размер новых модифицированных банкнот остались такими же, как и в банкнотах соответствующих номиналов образца 2000 года.
Новые банкноты (кроме 100 рублей) имеют следующие различия: вместо полимерной прозрачной нити с текстом «НБРБ» в бумагу введена ныряющая металлизированная защитная нить. При рассмотрении банкноты на просвет защитная нить имеет вид сквозной тёмной полосы. Именно поэтому банкноты нового образца не опознаются кофейными аппаратами. В массе бумаги банкноты номиналом 100 рублей защитная нить была убрана.
Банкноты модификации 2011 года изъяты из обращения в ходе денежной реформы 2016 года.
| Серия 2011 года                        | Серия 2011 года   | Серия 2011 года  | Серия 2011 года | Серия 2011 года | Серия 2011 года                                                             | Серия 2011 года                                                  | Серия 2011 года | Серия 2011 года |
| Изображение                            | Изображение       | Номинал (рублей) | Размеры (мм)    | Основные цвета  | Описание                                                                    | Описание                                                         | Даты            | Даты            |
| Лицевая сторона                        | Оборотная сторона | Номинал (рублей) | Размеры (мм)    | Основные цвета  | Лицевая сторона                                                             | Оборотная сторона                                                | введения        | изъятия         |
| -------------------------------------- | ----------------- | ---------------- | --------------- | --------------- | --------------------------------------------------------------------------- | ---------------------------------------------------------------- | --------------- | --------------- |
|                                        |                   | 100              | 150×69          | зелёный         | Национальный академический Большой театр оперы и балета Республики Беларусь | сцена из балета «Избранница» Е. Глебова                          | 5 сентября 2011 | 1 января 2017   |
|                                        |                   | 500              | 150×74          | коричневый      | Республиканский дворец культуры профсоюзов в Минске                         | скульптуры, укрепленные на фронтоне здания                       | 15 марта 2011   | 1 января 2017   |
|                                        |                   | 1000             | 150×74          | голубой         | Национальный художественный музей Республики Беларусь                       | фрагмент картины И. Хруцкого «Портрет жены с цветами и фруктами» | 15 марта 2011   | 1 января 2017   |
|                                        |                   | 5000             | 150×74          | фиолетовый      | Дворец спорта в Минске                                                      | Спорткомплекс «Раубичи»                                          | 25 июля 2011    | 1 января 2017   |
|                                        |                   | 10 000           | 150×74          | розовый         | панорама Витебска                                                           | Летний амфитеатр в Витебске                                      | 15 марта 2011   | 1 января 2017   |
|                                        |                   | 20 000           | 150×74          | оливковый       | Дворец Румянцевых — Паскевичей в Гомеле                                     | Гомельский дворец в XIX веке на картине А. Идзковского           | 15 марта 2011   | 1 января 2017   |
| Масштаб изображений — 1 пиксель на мм. |                   |                  |                 |                 |                                                                             |                                                                  |                 |                 |

### Банкноты образца 2016 года
1 июля 2016 года проведена деноминация белорусской валюты в 10 000 раз, в обращение были введены банкноты нового образца. При этом ввод банкнот в обращение в банкоматах коммерческих банков производился постепенно: вначале выбор был ограничен максимальным номиналом в 20 рублей (200 000 рублей образца 2000 года), затем в банкоматах появились банкноты номиналом 50 и 100 рублей. Банкноты номиналом 200 и 500 рублей выдаются только по предварительному заказу в банке, что приводит к случаям мошенничества в торговых точках (подмена белорусской 200-рублёвой банкноты аналогичной российской). С середины 2021 года в банкоматах, пользующихся большим спросом, стали выдавать банкноты номиналом 200 белорусских рублей.
Каждая банкнота посвящена одной из областей Беларуси и городу Минску. Соответствие области номиналу банкнот определено в порядке русского алфавита. Изображение банкноты номиналом 5 рублей посвящено Брестской области, 10 рублей — Витебской, 20 рублей — Гомельской, 50 рублей — Гродненской, 100 рублей — Минской, 200 рублей — Могилёвской, 500 рублей — городу Минску. Купюры отпечатаны фирмой Томас де ля Рю. Новые деньги были готовы ещё в 2009 году, но тогда ввести их в обращение не позволил кризис. Изготовленные денежные знаки были переданы в Центральное хранилище Национального банка.
С учётом времени изготовления, новые белорусские рубли имеют определённые особенности. В частности, на выпускавшихся в обращение банкнотах образца 2009 года размещено факсимиле подписи занимавшего на тот момент должность Председателя Правления Национального банка Петра Прокоповича.
Кроме того, на новой банкноте номиналом 50 рублей размещена надпись «пяцьдзесят», которая не соответствует действующим в настоящее время правилам белорусской орфографии. В соответствии с законом Беларуси от 23 июля 2008 года № 420-З «О правилах белорусской орфографии и пунктуации» это слово должно писаться через букву «я» во втором слоге — «пяцьдзясят».
| Серия 2009 года                        | Серия 2009 года   | Серия 2009 года  | Серия 2009 года | Серия 2009 года      | Серия 2009 года                                                                                   | Серия 2009 года | Серия 2009 года | Серия 2009 года |
| Изображение                            | Изображение       | Номинал (рублей) | Размеры (мм)    | Основные цвета       | Описание                                                                                          | Описание | Даты            | Даты            |
| Лицевая сторона                        | Оборотная сторона | Номинал (рублей) | Размеры (мм)    | Основные цвета       | Лицевая сторона                                                                                   | Оборотная сторона | введения        | печати          |
| -------------------------------------- | ----------------- | ---------------- | --------------- | -------------------- | ------------------------------------------------------------------------------------------------- | --- | --------------- | --------------- |
|                                        |                   | 5                | 135×72          | оранжевый коричневый | Каменецкая башня (Каменец, Брестская область)                                                     | коллаж на тему первых славянских поселений: фрагмент кожаного пояса, деревянное колесо, изображение детинца «Берестье»                                     | 1 июля 2016     | 2009            |
|                                        |                   | 10               | 139×72          | голубой синий        | Спасо-Преображенская церковь (Полоцк, Витебская область)                                          | коллаж на тему просветительства и книгопечатания: книги, знак Ф. Скорины, крест Ефросинии Полоцкой, фрагмент орнамента                                     | 1 июля 2016     | 2009            |
|                                        |                   | 20               | 143×72          | жёлтый тёмно-серый   | Дворец Румянцевых — Паскевичей (Гомель, Гомельская область)                                       | коллаж на тему духовности: колокол, Туровское Евангелие, древний город Туров, фрагменты резьбы                                                             | 1 июля 2016     | 2009            |
|                                        |                   | 50               | 147×72          | зелёный жёлтый       | Мирский замок (Мир, Гродненская область)                                                          | коллаж на тему искусства: лира и лавровые ветви, перо, бумага, шестой такт из «Прощания с Родиной» М. К. Огинского                                         | 1 июля 2016     | 2009            |
|                                        |                   | 100              | 151×72          | зелёный оранжевый    | Несвижский замок (Несвиж, Минская область)                                                        | коллаж на тему театра и народных праздников: скрипка, бубен, жалейка, слуцкие пояса и символы народных праздников «Калядная зорка», коза, театр «Батлейка» | 1 июля 2016     | 2009            |
|                                        |                   | 200              | 155×72          | фиолетовый розовый   | Могилёвский областной художественный музей имени П. В. Масленикова (Могилёв, Могилёвская область) | коллаж на тему ремесла и градостроительства: золотой ключ и печать Могилёва, печной изразец, фрагменты кованой решётки                                     | 1 июля 2016     | 2009            |
|                                        |                   | 500              | 159×72          | бирюзовый розовый    | Национальная библиотека Республики Беларусь (Минск)                                               | коллаж на тему литературы: перо, чернильница, обложки книг, лист папоротника                                                                               | 1 июля 2016     | 2009            |
| Масштаб изображений — 1 пиксель на мм. |                   |                  |                 |                      |                                                                                                   | |                 |                 |

### Банкноты образца 2019 и 2020 годов
Нацбанк республики ввёл в обращение модернизированные версии 5-рублёвой, 10-рублёвой, 20-рублёвой и 50-рублёвой банкнот образца 2009 года. Обновлённые банкноты номиналом в 5 и 10 рублей введены в обращение 20 мая 2019 года, а 20 и 50 рублей — 23 марта 2020 года.
Отличия заключаются в отсутствии факсимиле подписи и надписи «Старшыня Праўлення», а вместо «2009» указан год фактического выпуска. Изображения архитектурных сооружений на лицевой стороне модифицированных банкнот приведены в соответствие с актуальным внешним видом с указанием названия изображённых архитектурных сооружений. Утолщена металлизированная защитная нить. Поскольку 50-рублёвая банкнота была напечатана в 2009 году, в ней сохранилось несоответствие нынешним правилам белорусской орфографии, однако в обновлённой версии оно устранено: вместо «ПЯЦЬДЗЕСЯТ» написано «ПЯЦЬДЗЯСЯТ». Данные банкноты изготовлены АО «Гознак» (Россия).
| Серия 2019—2020 годов                  | Серия 2019—2020 годов | Серия 2019—2020 годов | Серия 2019—2020 годов | Серия 2019—2020 годов | Серия 2019—2020 годов                                       | Серия 2019—2020 годов                                                                                                  | Серия 2019—2020 годов | Серия 2019—2020 годов |
| Изображение                            | Изображение           | Номинал (рублей)      | Размеры (мм)          | Основные цвета        | Описание                                                    | Описание | Даты                  | Даты                  |
| Лицевая сторона                        | Оборотная сторона     | Номинал (рублей)      | Размеры (мм)          | Основные цвета        | Лицевая сторона                                             | Оборотная сторона | введения              | печати                |
| -------------------------------------- | --------------------- | --------------------- | --------------------- | --------------------- | ----------------------------------------------------------- | --- | --------------------- | --------------------- |
|                                        |                       | 5                     | 135×72                | оранжевый коричневый  | Каменецкая башня (Каменец, Брестская область)               | коллаж на тему первых славянских поселений: фрагмент кожаного пояса, деревянное колесо, изображение детинца «Берестье» | 20 мая 2019           | 2019                  |
|                                        |                       | 10                    | 139×72                | голубой синий         | Спасо-Преображенская церковь (Полоцк, Витебская область)    | коллаж на тему просветительства и книгопечатания: книги, знак Ф. Скорины, крест Ефросинии Полоцкой, фрагмент орнамента | 20 мая 2019           | 2019                  |
|                                        |                       | 20                    | 143×72                | жёлтый тёмно-серый    | Дворец Румянцевых — Паскевичей (Гомель, Гомельская область) | коллаж на тему духовности: колокол, Туровское Евангелие, древний город Туров, фрагменты резьбы                         | 23 марта 2020         | 2020                  |
|                                        |                       | 50                    | 147×72                | зелёный жёлтый        | Мирский замок (Мир, Гродненская область)                    | коллаж на тему искусства: лира и лавровые ветви, перо, бумага, шестой такт из «Прощания с Родиной» М. К. Огинского     | 23 марта 2020         | 2020                  |
| Масштаб изображений — 1 пиксель на мм. |                       |                       |                       |                       |                                                             | |                       |                       |

### Банкноты образца 2022 года
1 июля 2022 года Национальный банк Республики Беларусь ввёл в обращение модернизированную версию банкноты номиналом в 100 рублей.
Обновлённые банкноты печатали в России на Гознаке, тогда как образцы 2009 года печатались в Великобритании. На новой купюре отсутствует защита Mask — это прямоугольник из двух совмещенных изображений на левой части банкноты. На другой стороне (с правого края) пропало скрытое изображение «РБ». Из дизайна убрали факсимиле подписи бывшего главы Национального банка — Председателя Правления Петра Прокоповича — и самой надписи «Старшыня Праўлення». Изменения коснулись и защитной нити — она стала шире и с визуальными эффектами. Обновлён водяной знак: к уже существующему изображению замка Радзивиллов добавили изображение «100».
Изображение замка Радзивиллов в Несвиже приведено в соответствие с актуальным внешним видом (изменился купол, фасады здания, добавили чердачные окна на крыше и убрали пару лестниц) с указанием названия — «Замак Радзівілаў г. Нясвіж».
| Серия 2022 года                        | Серия 2022 года   | Серия 2022 года  | Серия 2022 года | Серия 2022 года   | Серия 2022 года                            | Серия 2022 года | Серия 2022 года | Серия 2022 года |
| Изображение                            | Изображение       | Номинал (рублей) | Размеры (мм)    | Основные цвета    | Описание                                   | Описание | Даты            | Даты            |
| Лицевая сторона                        | Оборотная сторона | Номинал (рублей) | Размеры (мм)    | Основные цвета    | Лицевая сторона                            | Оборотная сторона | введения        | печати          |
| -------------------------------------- | ----------------- | ---------------- | --------------- | ----------------- | ------------------------------------------ | --- | --------------- | --------------- |
|                                        |                   | 100              | 151×72          | зелёный оранжевый | Несвижский замок (Несвиж, Минская область) | коллаж на тему театра и народных праздников: скрипка, бубен, жалейка, слуцкие пояса и символы народных праздников «Калядная зорка», коза, театр «Батлейка» | 1 июля 2022     | 2022            |
| Масштаб изображений — 1 пиксель на мм. |                   |                  |                 |                   |                                            | |                 |                 |

### Памятные банкноты
1 января 2001 года тиражом в 5500 экземпляров была выпущена памятная банкнота номиналом 20 рублей образца 2000 года, посвящённая 10-летию Национального банка республики. Банкнота погашена специальным штампом из припрессованной фольги в виде логотипа НБРБ с виньеткой и цифрами «1991—2001», расположенными в правой части лицевой стороны банкноты, и помещена в буклет.
1 октября 2001 года Национальный банк выпустил ограниченным тиражом в 2500 экземпляров набор банкнот «Миллениум», посвящённый 3-му тысячелетию. Набор содержит 10 банкнот образца 2000 года: номиналом 1, 5, 10, 20, 50, 100, 500, 1000, 5000 и 10 000 рублей. Банкноты достоинством 20—10 000 рублей погашены на оборотной стороне специальной надписью-штампом красного цвета «MILLENNIUM». На банкнотах номиналом 1—10 рублей такой штамп отсутствует. Банкноты объединены в комплект с одинаковыми серийными номерами «аа 0000001 — аа 0002500» и упакованы в конверт синего цвета.
22 мая 2003 года НБРБ выпустил памятную банкноту номиналом 50 000 рублей образца 2000 года, посвящённую включению замкового комплекса «Мир» в список Всемирного наследия ЮНЕСКО. Банкнота помещена в специальный буклет, тираж выпуска — 1000 экземпляров. Серийные номера банкнот — «аа 0000001 — аа 0001000». Оформление не отличается от обычного.
1 декабря 2010 года выпущена памятная банкнота номиналом 20 000 рублей образца 2000 года, посвящённая 20-летию Национального банка. В левой части лицевой стороны банкноты нанесена голограмма с надписью «НБ 20 год 1991—2011». Банкнота помещена в специальный буклет. Тираж выпуска — 3 тыс. экземпляров.
1 июля 2016 года был выпущен памятный комплект банкнот «Мая краіна — Беларусь» (с бел. — «Моя страна — Беларусь»). Банкноты номиналом 5, 10, 20, 50, 100, 200 и 500 рублей, отличающиеся от обычных банкнот образца 2009 года только особыми серийными номерами, упакованы в буклет синего цвета. Тираж выпуска — 1000 комплектов.

## Символ белорусского рубля
До 2005 года для краткого обозначения белорусского рубля использовались традиционные для слова «рубль» сокращения — р. и руб. В мае 2005 года правление Национального банка утвердило новый символ национальной валюты.

«Правлением Национального банка Республики Беларусь утвержден графический знак национальной денежной единицы — белорусского рубля.
Его идея заключалась в создании собственного обозначения национальной валюты Беларуси, оригинального, узнаваемого и запоминающегося знака, который можно было бы легко использовать как при компьютерном наборе, так и при написании текста от руки.
Графический знак белорусского рубля представляет собой в виде двух букв латинского алфавита „Br“, где В — белорусский, r — рубль.
Национальный банк рекомендовал банкам, небанковским кредитно-финансовым организациям Республики Беларусь, другим юридическим и физическим лицам использовать данный графический знак в качестве указания на официальную денежную единицу — белорусский рубль (как перед, так и после номинала (достоинства) белорусского рубля) — при производстве, размещении и распространении рекламы на рынках товаров, работ и услуг, информационных, справочных материалов, а также в иных целях».
— Полный текст пресс-релиза Национального банка Республики Беларусь
Символ Br активно используется на сайтах самого Национального банка республики, а также ряда белорусских коммерческих банков. В деловом обороте по-прежнему чаще встречаются традиционные сокращения р. и руб.

## Режим валютного курса
С 2009 года для поддержания курса национальной валюты используется режим, при котором белорусский рубль привязан к валютной корзине, в которую входят: доллар США, евро и российский рубль.
с 15 июля 2022 года в корзину валют был добавлен китайский юань, после чего соотношение валют при расчете стоимости корзины составило: российский рубль — 50 %, доллар США — 30 %, евро — 10 %, юань — 10 %.